# 慶良間群島
26°12′00″N 127°19′59″E / 26.2°N 127.333°E

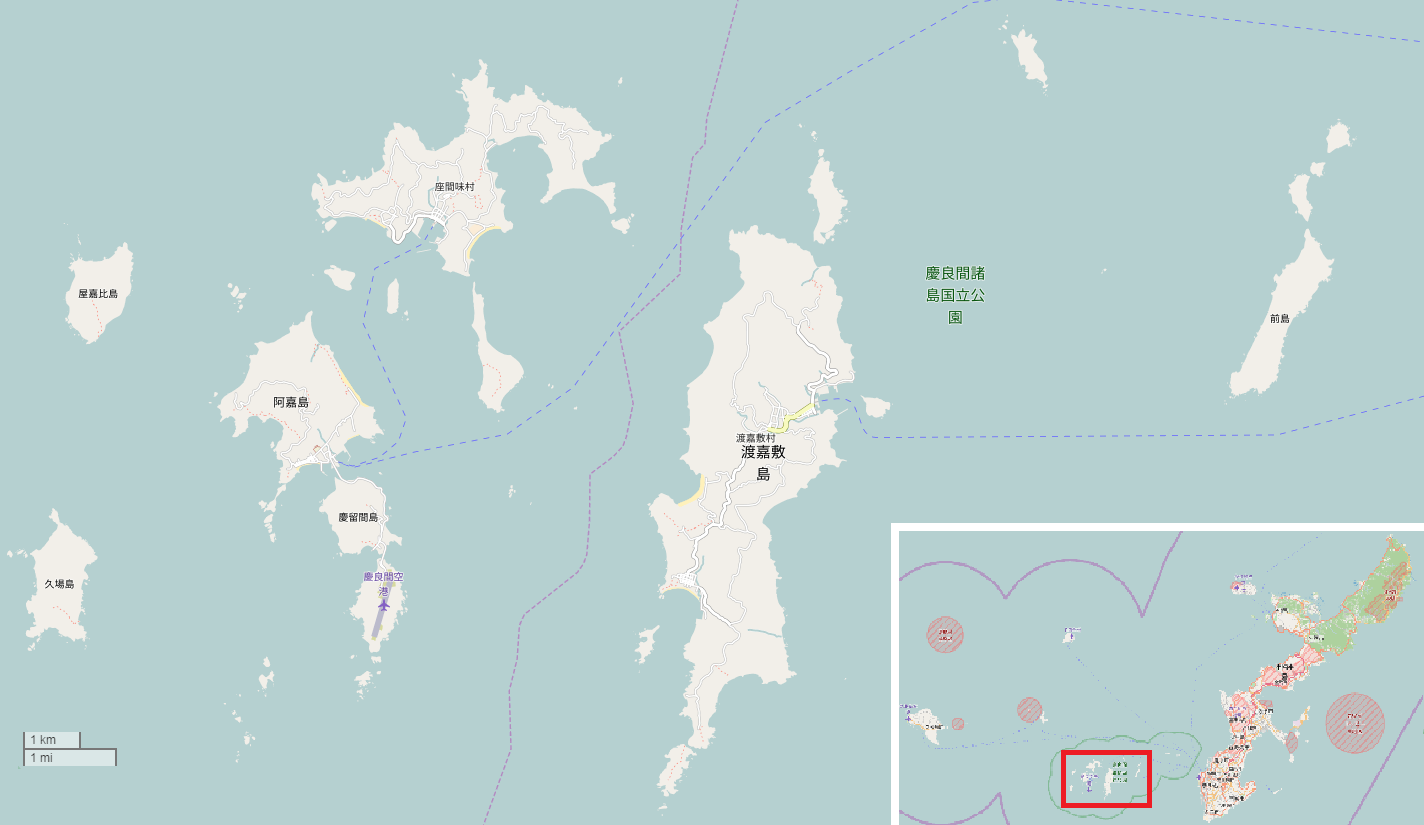
慶良間群島

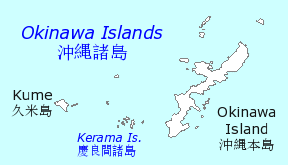
慶良間群島的位置

慶良間群島（日语：／ Kerama-shotō、琉球語：／ ）為琉球列島沖繩群島之子群島，包括20多個大小島嶼，位於那霸市西方約40公里處。行政區劃分別屬於日本沖繩縣渡嘉敷村和座間味村。有人居住的島嶼包括渡嘉敷島、座間味島、阿嘉島、慶留間島和前島，共五座。
2005年11月，渡嘉敷島西側約120公頃的海域區域以及座間味島、阿嘉島之間包含無人島的海域區域約233公頃，以「慶良間群島海域」之名列入濕地公約國際重要濕地名錄。
附近海洋的透明程度為世界上有名，適合做為浮潛及賞鯨的地點。

## 島嶼

### 渡嘉敷村
- 渡嘉敷島
- 城島
- 儀志布島
- 地自津留島
- 外自津留島
- 離島
- ウン島
- 黑島
- 前島
- 中島
- ハテ島

### 座間味村
- 座間味島
- 安室島
- 安慶名敷島
- 嘉比島
- 伊釋迦牟尼釋島
- 阿嘉島
- 砂白島
- 積城島
- 慶留間島
- 外地島　慶良間機場所在地
- モカラク島
- 奧武島
- 屋嘉比島
- 久場島

## 沙灘
- 阿波連沙灘（渡嘉敷島）
- 渡嘉志久沙灘（渡嘉敷島）
- 阿真沙灘（座間味島）
- 古座間味沙灘（座間味島）
- 北濱沙灘（阿嘉島）
- ニシ濱沙灘（阿嘉島）

## 外部連結
- 沖縄縣渡嘉敷村 （页面存档备份，存于）
- 沖縄縣座間味村 （页面存档备份，存于）
- 慶良間機場 （页面存档备份，存于）
- 沖繩慶良間群島 （页面存档备份，存于）